# Jan-Marco Montag
Jan-Marco Montag (* 12. August 1983 in Köln) ist ein ehemaliger deutscher Hockeyspieler. Mit der Hockeynationalmannschaft wurde er Olympiasieger und Weltmeister. 
Montag begann seine Karriere bei Schwarz-Weiß Köln. Er spielte in England bei den Old Loughtonians, in Spanien beim FC Barcelona und wechselt 2008 vom Gladbacher HTC nach Hertogenbosch in die Niederlande. Von 2009 bis 2014 stand Montag beim KTHC Stadion Rot-Weiss unter Vertrag. Zur Saison 2014/2015 übernahm er das Amt des Spielertrainers beim Kölner HTC Blau-Weiss.
Montag spielte 2005 mit der Hockeynationalmannschaft bei der Europameisterschaft und belegte den dritten Platz. 2006 war der Abwehrspieler dabei, als die deutsche Mannschaft bei der Weltmeisterschaft in Mönchengladbach den Titel von 2002 erfolgreich verteidigte. 2007 gewann er die Champions Trophy, belegte aber mit der deutschen Mannschaft bei der Europameisterschaft nur den vierten Rang. Montag gehörte als Ersatzmann zur Mannschaft für die Olympischen Spiele 2008.
Durch die Erkrankung von Oliver Korn kam Montag sowohl im Halbfinale gegen die Niederlande als auch im Olympia-Endspiel gegen Spanien zum Einsatz. 
Für seine sportlichen Erfolge erhielt er das Silberne Lorbeerblatt.
Jan-Marco Montag hat 221 Länderspiele absolviert. Sein Vater Joachim Montag spielte 16-mal in der Nationalmannschaft, sein Onkel Hans Montag wurde in 100 Länderspielen eingesetzt und gehörte 1976 zum Olympiaaufgebot.
Seine aktive Laufbahn beendete er mit der Feldhockey-Saison 2021/22.
Am 10. Januar 2015 war er Kandidat in der Fernseh-Show Schlag den Raab, musste sich Raab jedoch nach 14 Spielen geschlagen geben.